# Tridophyllum
Tridophyllum là một chi thực vật có hoa trong họ Hoa hồng.